# Stefano Gresta
Stefano Gresta (Senigallia, 19 settembre 1956) è un geofisico italiano, ex presidente dell'Istituto Nazionale di Geofisica e Vulcanologia (INGV), incarico che aveva ricoperto precedentemente ad interim.

## Biografia
Dopo la laurea in Fisica all'Università di Bologna, è stato ricercatore C.N.R presso l'Istituto Internazionale di Vulcanologia di Catania dal 1982 al 1984. In seguito ha svolto la sua attività accademica e di ricerca all'Università di Catania, dove è stato ricercatore di geofisica, professore associato di topografia e cartografia e poi di sismologia, prima di diventare professore ordinario di geofisica della Terra solida.
Autore di oltre 200 pubblicazioni (di cui circa 130 JCR); coordinatore e responsabile di progetti di ricerca sismologici e vulcanologici; componente di numerosi comitati tecnico-scientifici e commissioni, tra cui la Commissione Grandi Rischi; ha partecipato a diversi soggiorni all'estero per studio e lavoro, tra cui, nel 1998, alla 13ª spedizione italiana in Antartide. Dal 1999 al 2001 è stato coordinatore della sezione di Priolo Gargallo del Sistema Poseidon per il monitoraggio sismico e vulcanico in Sicilia, sistema poi confluito nell'INGV, del cui consiglio direttivo ha fatto parte dal 2000 al 2004 entrandone nel consiglio d'amministrazione a partire dal 2010.